# Steirastoma
Steirastoma es un género de escarabajos de la familia Cerambycidae. Algunas especies son las principales plagas del cacao.

## Especies
- Steirastoma acutipenne Sallé, 1856
- Steirastoma aethiops Bates, 1862
- Steirastoma albiceps Bates, 1872
- Steirastoma anomalum Bates, 1880
- Steirastoma breve (Sulzer, 1776)
- Steirastoma coenosum Bates, 1862
- Steirastoma genisspinum Schwarzer, 1923
- Steirastoma histrionicum White, 1855
- Steirastoma lituratum Bates, 1885
- Steirastoma lycaon Pascoe, 1866
- Steirastoma marmoratum (Thunberg, 1822)
- Steirastoma melanogenys White, 1855
- Steirastoma meridionale Aurivillius, 1909
- Steirastoma poeyi Chevrolat, 1862
- Steirastoma pustulatum (Drury, 1773)
- Steirastoma senex White, 1855
- Steirastoma stellio Pascoe, 1866
- Steirastoma thunbergii Thomson, 1865
- Steirastoma zischkai Prosen, 1957